# Joan Villadelprat
Joan Villadelprat i Bernal (Barcelona; 15 de noviembre de 1955) es un técnico español que ha trabajado a lo largo de 30 años en la Fórmula 1 como parte de los equipos técnicos de las escuderías de Fórmula 1 McLaren y Tyrrell. Fue jefe de mecánicos en Ferrari entre 1987 y 1989, formó parte del personal de dirección de Benetton entre 1993 y 1999 y fue director general de Prost Grand Prix en 2000 y 2001. Durante este tiempo en la Fórmula 1 acumula un total de cinco campeonatos del mundo de pilotos y 3 de constructores.
Tras dejar la F1, trabajó en proyectos automovilísticos deportivos para la empresa Epsilon Euskadi, de la que es Director, ubicada en el municipio de Azcoitia. Trabaja en la puesta a punto, mantenimiento y desarrollo de los vehículos de la escudería Epsilon Euskadi que participan en las World Series by Renault y recientemente dirigió un proyecto íntegramente español y diseñó un vehículo de competición denominado EE1 LMP1 que participó en pruebas de resistencia y que debutó en el Circuito de Cataluña, ubicado en la localidad catalana de Montmeló, cerca de Barcelona.
Además realiza colaboraciones en radio, prensa y televisión en medios como Onda Cero, TVE, Catalunya Ràdio, Car & Driver, Diari Sport, El Diario Vasco, El País, y como comentarista en Telecinco, y durante la temporada 2009 fue el analista técnico de las retransmisiones de Fórmula 1 que realizó TV3 para Cataluña, tarea por la que renovó en la temporada 2010 al no ser su equipo, Epsilon Euskadi, seleccionado para participar en la categoría reina del automovilismo en dicha temporada a favor de otros tres equipos: Hispania Racing (HRT), Virgin Racing y Lotus Racing. Entre la temporada 2014 y la temporada 2016 fue comentarista técnico de Movistar Fórmula 1 en las retransmisiones de los GGPP, junto a Josep Lluís Merlos y Pedro Martínez de la Rosa.
En septiembre de 2012, el Juzgado de lo Mercantil de Vitoria aprueba un plan de liquidación de la empresa Epsilon Euskadi presentado por los administradores concursales de la misma. Por su parte, el Gobierno Vasco, uno de los principales impulsores del proyecto, ha solicitado la inhabilitación por cinco años de Joan Villadelprat y la declaración de quiebra culposa de la empresa.